# Aéroport Daniel-Oduber-Quirós
Pour les articles homonymes, voir Quirós (homonymie).
L'aéroport international Daniel-Oduber-Quirós (espagnol : Aeropuerto Internacional Daniel Oduber Quirós) (code IATA : LIR • code OACI : MRLB), aussi connu sous le nom de aéroport de Liberia, est l'un des quatre aéroports internationaux du Costa Rica. L'aéroport est situé à une dizaine de kilomètres au sud-ouest du centre de la ville de Liberia, dans la Province de Guanacaste, au nord-ouest du pays. Il est longé par le sud par la route 21, qui le relie à Liberia. Il sert surtout comme plaque tournante de tourisme pour ceux qui visitent la côte longeant l'océan Pacifique du Costa Rica. L'aéroport est nommé depuis 1994 en l'honneur de Daniel Oduber Quirós, président du Costa Rica entre 1974 et 1978.
L'aéroport Daniel-Oduber-Quirós est le deuxième le plus fréquenté de son pays et est le neuvième d'Amérique centrale. En 2015, l'aéroport de Liberia a eu un trafic de 888 227 passagers, soit une augmentation de 14 % par rapport à 2014.

## Histoire
L'idée d'un aéroport dans la province de Guanacaste est initialement pensée sous le gouvernement de Daniel Oduber Quirós (de 1974 à 1978). L'aéroport est initialement nommé Llano Grande, en raison du nom de la région où il a été construit. Il est plus tard nommé Aeropuerto Tomas Guardia, et le nom de famille n'est que de l'ex-président Daniel Oduber Quirós, en l'honneur de son travail pour la province de Guanacaste. Cependant, la plupart des gens l'appellent aéroport de Liberia.
En octobre 1995, l'aéroport est promu au rang d'aéroport international. Pour soutenir l'expansion de ses activités, le revêtement de la piste est refait et des feux d'atterrissage spéciaux sont installés. Par ailleurs, une brigade de pompiers a été ajoutée aux normes de la FAA et de la réglementation internationale. La réponse initiale des compagnies aériennes commerciales à son ouverture s'est faite timide; cependant, après un an d'existence, l'aéroport est passé d'un seul vol hebdomadaire charter à un vol presque tous les jours.
En 2006, pour gérer l'augmentation de la demande, le gouvernement local et les chambres locales de tourisme mettent de côté des fonds pour augmenter la capacité de l'aire de stationnement de cinq à huit avions, et pour la construction d'une voie de circulation parallèle. Cependant, le gouvernement précise que les solutions n'étaient que temporaires et qu'il faudrait engager une entreprise privée pour développer et exploiter l'aéroport à l'avenir. Aussi, en 2007, une nouvelle salle d'attente d'aéroport et des comptoirs ont été ouverts,la fréquentation de l'aéroport a été de 180 000 visiteurs par an.

## Nouvelle aérogare et opérateur
Le gouvernement du Costa Rica a accordé une concession à CORIPORT, S. A., pour vingt ans pour la conception, le financement, la construction et l'exploitation d'un nouveau terminal.
La nouvelle aérogare, qui englobe environ de 23 000 m2, met en vedette un design contemporain qui augmente à la fois l'efficacité et la capacité des installations existantes. La construction a commencé le 19 octobre 2010. Le terminal a ouvert ses portes le 12 janvier 2012.

## Situation
| \| 50 km1:1 721 000 \| Bahia Drake Barra del Colorado Coto 47 Golfito Nosara Palmar Sur Puerto Jiménez Punta Islita Quépos San Isidro de El General Tamarindo Tambor Tortuguero Libéria San José T. Bolaños Limón San José-J.-Santamaría |
| 50 km1:1 721 000 |

## Compagnies aériennes et destinations

### Passagers
| Compagnies           | Destinations |
| -------------------- | --- |
| Air Canada           | Toronto (Pearson) En saison : Montréal (P.-E.-Trudeau)                                                             |
| Air Transat          | En saison : Montréal (P.-E.-Trudeau), Toronto (Pearson)                                                            |
| Alaska Airlines      | Los Angeles |
| American Airlines    | Austin-Bergstrom, Charlotte-Douglas, Chicago-O'Hare, Dallas-Fort Worth, Miami En saison : New York-John F. Kennedy |
| Delta Air Lines      | Atlanta H.-Jackson En saison : Minneapolis-Saint-Paul                                                              |
| Edelweiss Air        | En saison : Zurich                                                                                                 |
| Frontier Airlines    | Atlanta H.-Jackson En saison : Orlando                                                                             |
| JetBlue              | Los Angeles, New York-John F. Kennedy En saison : Boston Logan                                                     |
| KLM                  | En saison : Amsterdam                                                                                              |
| Sansa Airlines       | Nosara, Quépos, San José-J. Santamaría, Tamarindo, Tambor                                                          |
| Southwest Airlines   | Denver, Houston-W. P. Hobby En saison : Baltimore-T. Marshall                                                      |
| Sun Country Airlines | En saison : Dallas-Fort Worth, Minneapolis-Saint-Paul                                                              |
| Sunwing Airlines     | Toronto (Pearson) En saison : Calgary, Edmonton, Montréal (P.-E.-Trudeau)                                          |
| United Airlines      | Houston-George Bush En saison : Chicago-O'Hare, Denver, Los Angeles, Newark-Liberty, San Francisco                 |
| WestJet              | Toronto (Pearson) En saison : Calgary                                                                              |

Édité le 06/01/2023

## Statistiques passagers
Pour des raisons techniques, il est temporairement impossible d'afficher le graphique qui aurait dû être présenté ici.

Voir la requête brute et les sources sur Wikidata.

Ces données montrent que le nombre de mouvements de passagers dans l'aéroport, selon la Direction générale de l'aviation civile du Costa Rica'Annuaires Statistiques.
| Année | 2008    | 2009    | 2010    | 2011    | 2012    | 2013    | 2014    | 2015    |
| Passagers | 442 902 | 396 188 | 311 009 | 539 610 | 668 762 | 680 355 | 779 757 | 888 227 |
| Croissance(%) | 4,62%   | 10,55%  | 21,50%  | 73,50%  | 23,93%  | 1,73%   | 14,61%  | 13,91%  |
| Source: Costa Rica's Directorate General of Civil Aviation (DGAC). Statistical Yearbooks (Années 2008, 2009, 2010, 2011, 2012, 2013, 2014, and 2015) |         |         |         |         |         |         |         |         |

| Année | 2000   | 2001   | 2002   | 2003   | 2004    | 2005    | 2006    | 2007    |
| Passagers | 91 206 | 87 145 | 61 948 | 98 495 | 203 823 | 303 171 | 391 567 | 423 327 |
| Croissance (%) | N. A.  | 4.45%  | 28.91% | 59.00% | 106.94% | 48.74%  | 29.16%  | 8.11%   |
| Source: le Costa Rica, la Direction Générale de l'Aviation Civile (DGAC). Des Annuaires Statistiques De L' (Années 2000-2005, 2006, et 2007) |        |        |        |        |         |         |         |         |